# Hippopodina bilamellata
Hippopodina bilamellata är en mossdjursart som beskrevs av Gontar 1993. Hippopodina bilamellata ingår i släktet Hippopodina och familjen Hippopodinidae. Inga underarter finns listade i Catalogue of Life.